# Liriomyza lutea
Liriomyza lutea is een vliegensoort uit de familie van de mineervliegen (Agromyzidae). De wetenschappelijke naam van de soort is voor het eerst geldig gepubliceerd in 1830 door Johann Wilhelm Meigen.